# Terapia de exposição narrativa
A Terapia de Exposição Narrativa (do inglês Narrative Exposure Therapy - NET) é um tratamento breve, baseado em evidências, focado no trauma, para sobreviventes de traumas múltiplos e complexos. É indicada para o tratamento de transtorno de estresse pós-traumático e outros problemas de saúde mental relacionados ao trauma. Durante a NET o paciente estabelece uma narrativa cronológica de sua vida com a orientação do terapeuta, tecendo e contextualizando a rede de memória cognitiva, afetiva e sensorial de experiências que carregam intensa carga emocional. Ao narrar, o paciente recupera detalhes da memória fragmentada desenvolvendo uma história autobiográfica coerente.
O terapeuta solicita ao paciente que descreva suas emoções, pensamentos, informações sensoriais e respostas fisiológicas em detalhes.
Na exposição narrativa o paciente é convidado a reviver as emoções sem perder a conexão com o presente e com o terapeuta. O terapeuta utiliza ferramentas para que o paciente permaneça no presente e não seja levado pelas memórias dos eventos passados. No final da terapia um livro autobiográfico documentado é apresentado. 
A abordagem biográfica permite identificar padrões e esquemas de comportamento, compreender experiências e contextualizar respostas emocionais que estão relacionadas entre si. 
Um diferencial da NET com relação a outros tratamentos do trauma é o foco em criar um testemunho do que aconteceu, de forma a contribuir para a recuperação do autorespeito e reconhecimento dos direitos humanos.
A NET foi criada na Alemanha no início dos anos 2000 pelo Dr. Thomas Elbert, Dra Maggie Schauer e Dr Frank Neuner.
O tratamento da NET foca na reconstrução das memórias fragmentadas das experiências traumáticas em narrativas conectadas ao contexto temporal e espacial do período da vida (focada no trauma). O objetivo é contextualizar elementos associativos específicos da rede do medo/trauma: memórias sensoriais, cognitivas, afetivas, e corporais do trauma, a fim de compreender e processar os eventos traumáticos no curso da vida de um indivíduo (abordagem da linha da vida). Dessa forma, na NET o paciente junto com o terapeuta constrói uma narrativa cronológica da sua vida com o foco nas experiências traumáticas e de resiliência.

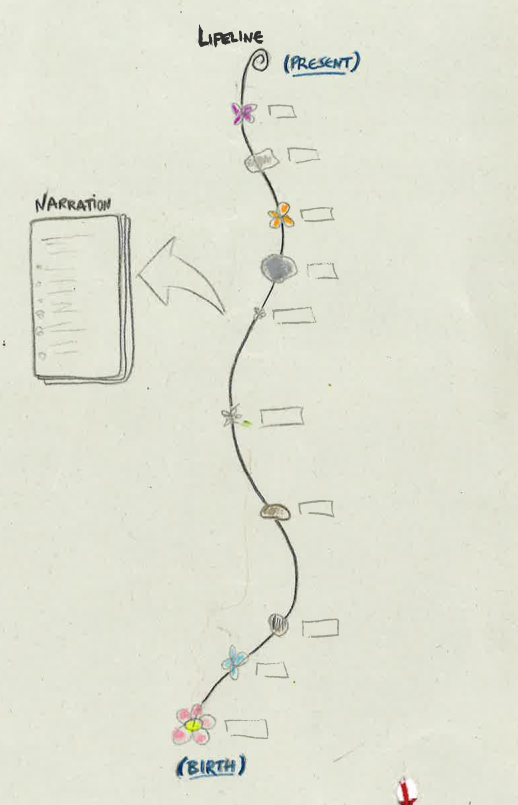
Elementos-chave da NET: a linha de vida e a narrativa

## Elementos-chave

### Linha de vida
A NET utiliza a abordagem da linha da vida. A imagem da foto representa uma linha da vida. As flores representam momentos de celebração, resiliência e superação. As pedras simbolizam os momentos difíceis e traumáticos. A abordagem da linha da vida permite a reintegração das memórias traumáticas no contexto biográfico, ativa os recursos do paciente e permite experiências relacionais ressignificadoras.

### Narrativa
Ao abordar as experiências traumáticas, o terapeuta pergunta em detalhes as emoções, cognições, informações sensoriais, respostas fisiológicas e significado. O paciente é encorajado a reviver as emoções durante a narrativa sem perder a sua conexão com o "aqui e agora". Com o suporte do terapeuta o paciente pode ter experiências de ressignificação das relações, empatizar com seu próprio eu mais jovem, aprender autocompaixão e autocuidado.
Durante o processamento do trauma, os sobreviventes tem acesso à possibilidade de compreender sua experiência e suas emoções de modo a descrevê-las nos níveis da percepção, cognição, emoção, reação corporal e significado no passado e no presente. As situações de sofrimento e exclusão social também são trabalhadas dessa forma.
A NET é baseada na necessidade universal humana de compartilhar experiências, de contar histórias e da tradição oral. Dessa forma a sua aplicabilidade é independente do nível educacional, cultural ou idade.
O trabalho através da biografia destaca o reconhecimento e o significado das redes emocionais inter-relacionadas a partir das experiências, facilitando a integração e compreensão de esquemas e padrões de comportamento estabelecidos durante o desenvolvimento.

## Manual da NET
- Terapia de Exposição Narrativa: um tratamento breve para transtornos de estresse traumático. Thomas Elbert, Maggie Schauer e Frank Neuner, Editora Hogrefe, 2021.[5]

## Adaptações
- NET: destinado ao público em geral
- KidNET: destinado a crianças e adolescentes[6][7][8]
- FORNET: para perpetradores[9][10][11]
- NETfatos: para comunidades[12][13]

## Eficácia
Estudos mostraram que a NET reduz os sintomas do transtorno de estresse pós-traumático, depressão, dissociação e culpa, mas poucas comparações foram feitas com outros tratamentos disponíveis.
A eficácia da terapia NET já foi mostrada em mais de 30 países. No Brasil foi realizado um ensaio clínico randomizado duplo-cego da terapia de exposição narrativa NET com pessoas que passaram por traumas e violências. Este desenho experimental é considerado padrão ouro para determinar a eficácia de uma terapia.
É recomendado condicionalmente para o tratamento de TEPT pela Associação Americana de Psicologia.